# Liga de Voleibol Superior Masculino 2024
La Liga de Voleibol Superior Masculino 2024 si è svolta dal 1º agosto al 7 dicembre 2024: al torneo hanno partecipato 8 squadre di club portoricane e la vittoria finale è andata per la terza volta, la seconda consecutiva, ai Caribes de San Sebastián.

## Regolamento

### Formula
È prevista una regular season in cui le otto squadre partecipanti, divise in Sección Metro (sezione metropolitana, comprendente le formazioni dei comuni limitrofi a San Juan, ossia Changos de Naranjito, Gigantes de Carolina, Mets de Guaynabo e Plataneros de Corozal) e Sección Isla (sezione isola, comprendente le formazioni provenienti dal resto dell'isola, ossia Cafeteros de Yauco, Caribes de San Sebastián, Gigantes de Adjuntas e Indios de Mayagüez), sfidano quattro volte le squadre della propria sezione e due volte quelle dell'altra sezione, per un totale di venti incontri; al termine della stagione regolare:
- Le formazioni di ciascuna sezione sfidano quelle dell'altra ai quarti di finale, giocati al meglio delle cinque gare, venendo accoppiate con il metodo della serpentina;
- Le formazioni vincitrici ai quarti di finale si sfidano nelle semifinali, giocate al meglio delle sette gare;
- Le formazioni vincitrici alle semifinali si sfidano in finale, giocata al meglio delle sette gare[2].

### Criteri di classifica
Se il risultato finale è stato di 3-0 o 3-1 sono stati assegnati 3 punti alla squadra vincente e 0 a quella sconfitta, se il risultato finale è stato di 3-2 sono stati assegnati 2 punti alla squadra vincente e 1 a quella sconfitta.
L'ordine del posizionamento in classifica è stato definito in base a:
- Punti;
- Scontri diretti;
- Ratio dei set vinti/persi negli scontri diretti;
- Ratio dei punti realizzati/subiti negli scontri diretti.

## Squadre partecipanti
Al campionato di Liga de Voleibol Superior Masculino 2024 partecipano 8 franchigie. Delle squadre aventi diritto:
- I Gigantes de Carolina tornano in attività dopo aver saltato la precedente annata.

| Club                     | Stagione | Città         | Impianto                         | Stagione precedente                            |
| ------------------------ | -------- | ------------- | -------------------------------- | ---------------------------------------------- |
| Cafeteros de Yauco       | dettagli | Yauco         | Coliseo Raúl "Pipote" Oliveras   | 2ª in LVSM, semifinali play-off scudetto       |
| Caribes de San Sebastián | dettagli | San Sebastián | Coliseo Luis Aymat Cardona       | 3ª in LVSM, Campioni di Porto Rico             |
| Changos de Naranjito     | dettagli | Naranjito     | Coliseo Gelito Ortega            | 1ª in LVSM, finale play-off scudetto           |
| Gigantes de Adjuntas     | dettagli | Adjuntas      | Coliseo Rafael Llull Pérez       | 6ª in LVSM, quarti di finale play-off scudetto |
| Gigantes de Carolina     | dettagli | Carolina      | Coliseo Guillermo Angulo         | -                                              |
| Indios de Mayagüez       | dettagli | Mayagüez      | Palacio de Recreación y Deportes | 5ª in LVSM, quarti di finale play-off scudetto |
| Mets de Guaynabo         | dettagli | Guaynabo      | Coliseo Mario Morales            | 4ª in LVSM, semifinali play-off scudetto       |
| Plataneros de Corozal    | dettagli | Corozal       | Coliseo Carmen Zoraida Figueroa  | 7ª in LVSM                                     |

## Torneo

### Regular season

#### Risultati
| Risultati |                           |     |                                   |
|           |                           |     |                                   |
| 01-08     | Adjuntas - Yauco          | 1-3 | 25-18, 23-25, 20-25, 21-25        |
| 02-08     | San Sebastián - Mayagüez  | 3-0 | 25-13, 25-15, 25-22               |
| 02-08     | Naranjito - Carolina      | 3-0 | 25-23, 25-21, 26-24               |
| 03-08     | Corozal - Guaynabo        | 1-3 | 17-25, 25-23, 14-25, 21-25        |
| 04-08     | Mayagüez - Adjuntas       | 0-3 | 21-25, 17-25, 20-25               |
| 08-08     | Corozal - San Sebastián   | 1-3 | 15-25, 20-25, 14-25, 20-25        |
| 08-08     | Yauco - Carolina          | 3-1 | 25-14, 22-25, 25-21, 25-23        |
| 09-08     | Naranjito - Mayagüez      | 3-1 | 25-19, 25-19, 24-26, 25-18        |
| 09-08     | Adjuntas - Guaynabo       | 0-3 | 22-25, 22-25, 16-25               |
| 10-08     | Corozal - Carolina        | 3-0 | 25-19, 25-19, 25-23               |
| 11-08     | San Sebastián - Yauco     | 1-3 | 24-26, 23-25, 25-19, 23-25        |
| 11-08     | Mayagüez - Guaynabo       | 1-3 | 18-25, 26-28, 25-15, 26-28        |
| 11-08     | Adjuntas - Naranjito      | 1-3 | 19-25, 28-30, 25-21, 20-25        |
| 16-08     | San Sebastián - Adjuntas  | 3-0 | 25-21, 25-22, 25-19               |
| 16-08     | Naranjito - Guaynabo      | 3-1 | 20-25, 25-21, 25-23, 25-21        |
| 16-08     | Yauco - Corozal           | 3-0 | 31-29, 26-24, 25-16               |
| 17-08     | Mayagüez - Carolina       | 1-3 | 25-22, 18-25, 21-25, 14-25        |
| 18-08     | Yauco - Naranjito         | 3-2 | 25-20, 25-18, 21-25, 25-23, 12-15 |
| 18-08     | Guaynabo - San Sebastián  | 1-3 | 18-25, 22-25, 25-22, 28-30        |
| 22-08     | Carolina - Corozal        | 2-3 | 23-25, 25-20, 22-25, 25-17, 9-15  |
| 22-08     | Adjuntas - Mayagüez       | 3-1 | 25-19, 25-19, 24-26, 26-24        |
| 23-08     | Naranjito - San Sebastián | 0-3 | 17-25, 18-25, 18-25               |
| 24-08     | Guaynabo - Yauco          | 3-1 | 25-22, 25-13, 22-25, 25-19        |
| 24-08     | Corozal - Adjuntas        | 3-1 | 25-19, 21-25, 25-21, 27-25        |
| 25-08     | Carolina - Naranjito      | 0-3 | 22-25, 17-25, 22-25               |
| 29-08     | Yauco - Mayagüez          | 3-0 | 25-22, 25-19, 25-21               |
| 29-08     | Carolina - San Sebastián  | 3-1 | 17-25, 25-23, 25-22, 25-13        |
| 30-08     | Naranjito - Corozal       | 3-0 | 25-23, 25-21, 25-20               |
| 31-08     | Adjuntas - Yauco          | 3-0 | 25-23, 25-22, 25-15               |
| 01-09     | San Sebastián - Corozal   | 3-1 | 25-15, 25-12, 21-25, 25-21        |
| 05-09     | Guaynabo - Carolina       | 3-0 | 25-19, 25-22, 25-15               |
| 05-09     | San Sebastián - Yauco     | 3-2 | 25-13, 25-18, 23-25, 22-25, 15-11 |
| 06-09     | Adjuntas - Corozal        | 1-3 | 22-25, 16-25, 25-19, 18-25        |
| 06-09     | Mayagüez - Naranjito      | 0-3 | 14-25, 13-25, 11-25               |
| 07-09     | San Sebastián - Guaynabo  | 2-3 | 24-26, 25-20, 25-23, 23-25, 11-15 |
| 08-09     | Carolina - Yauco          | 3-1 | 19-25, 25-17, 25-22, 25-12        |
| 08-09     | Naranjito - Corozal       | 2-3 | 29-27, 25-22, 19-25, 21-25, 13-15 |
| 08-09     | Mayagüez - Adjuntas       | 2-3 | 19-25, 25-23, 25-20, 11-25, 10-15 |
| 12-09     | Carolina - Adjuntas       | 3-1 | 25-23, 25-19, 21-25, 25-16        |
| 12-09     | Mayagüez - San Sebastián  | 0-3 | 24-26, 21-25, 32-34               |

| Risultati |                           |     |                                   |
|           |                           |     |                                   |
| 13-09     | Guaynabo - Naranjito      | 3-0 | 25-19, 25-20, 25-19               |
| 14-09     | San Sebastián - Adjuntas  | 3-0 | 25-17, 25-20, 30-28               |
| 15-09     | Carolina - Mayagüez       | 3-0 | 25-19, 25-18, 25-19               |
| 15-09     | Naranjito - Yauco         | 1-3 | 21-25, 25-22, 21-25, 20-25        |
| 19-09     | San Sebastián - Carolina  | 3-0 | 25-19, 25-15, 27-25               |
| 20-09     | Adjuntas - Mayagüez       | 3-0 | 25-23, 25-21, 33-31               |
| 22-09     | Mayagüez - Corozal        | 1-3 | 25-14, 23-25, 13-25, 22-25        |
| 22-09     | Carolina - Naranjito      | 1-3 | 22-25, 25-18, 23-25, 19-25        |
| 23-09     | Corozal - Yauco           | 3-1 | 25-23, 21-25, 25-23, 25-21        |
| 24-09     | Guaynabo - Adjuntas       | 3-1 | 25-27, 25-15, 28-26, 28-26        |
| 26-09     | Guaynabo - Naranjito      | 3-0 | 27-25, 25-18, 25-19               |
| 26-09     | Adjuntas - San Sebastián  | 0-3 | 22-25, 23-25, 20-25               |
| 27-09     | Yauco - Mayagüez          | 3-2 | 25-15, 23-25, 25-19, 20-25, 15-13 |
| 28-09     | Corozal - Guaynabo        | 0-3 | 25-27, 23-25, 20-25               |
| 29-09     | Yauco - Adjuntas          | 3-2 | 25-20, 22-25, 25-21, 19-25, 15-8  |
| 29-09     | San Sebastián - Naranjito | 3-0 | 25-22, 25-23, 25-21               |
| 03-10     | Guaynabo - Corozal        | 2-3 | 25-16, 25-21, 22-25, 26-28, 13-15 |
| 04-10     | San Sebastián - Mayagüez  | 3-0 | 25-20, 25-18, 25-15               |
| 04-10     | Naranjito - Adjuntas      | 3-0 | 25-23, 25-20, 25-18               |
| 05-10     | Carolina - Guaynabo       | 1-3 | 21-25, 25-16, 20-25, 19-25        |
| 06-10     | Mayagüez - Yauco          | 1-3 | 25-23, 21-25, 23-25, 22-25        |
| 08-10     | Guaynabo - Mayagüez       | 3-0 | 27-25, 25-15, 25-18               |
| 09-10     | Corozal - Naranjito       | 2-3 | 19-25, 25-22, 22-25, 25-22, 10-15 |
| 10-10     | Yauco - San Sebastián     | 0-3 | 18-25, 24-26, 17-25               |
| 10-10     | Guaynabo - Carolina       | 3-0 | 27-25, 25-21, 25-22               |
| 11-10     | Corozal - Mayagüez        | 3-1 | 23-25, 25-22, 25-19, 25-18        |
| 12-10     | Adjuntas - Carolina       | 1-3 | 25-23, 17-25, 15-25, 18-25        |
| 12-10     | Yauco - Guaynabo          | 0-3 | 23-25, 20-25, 19-25               |
| 13-10     | Mayagüez - San Sebastián  | 0-3 | 17-25, 19-25, 18-25               |
| 14-10     | Corozal - Naranjito       | 1-3 | 25-27, 26-24, 26-28, 18-25        |
| 15-10     | Carolina - Guaynabo       | 3-0 | 26-24, 25-14, 25-21               |
| 16-10     | Yauco - Adjuntas          | 3-1 | 25-19, 19-25, 25-18, 25-19        |
| 17-10     | Naranjito - Carolina      | 3-1 | 22-25, 25-21, 26-24, 25-21        |
| 17-10     | Guaynabo - Corozal        | 1-3 | 25-17, 21-25, 23-25, 18-25        |
| 18-10     | Mayagüez - Yauco          | 1-3 | 22-25, 24-26, 25-22, 19-25        |
| 18-10     | Adjuntas - San Sebastián  | 1-3 | 16-25, 17-25, 25-20, 19-25        |
| 19-10     | Carolina - Corozal        | 2-3 | 24-26, 24-31, 33-31, 25-19, 22-24 |
| 20-10     | Corozal - Carolina        | 2-3 | 25-17, 25-19, 26-28, 23-25, 9-15  |
| 20-10     | Naranjito - Guaynabo      | 0-3 | 22-25, 29-31, 23-25               |
| 20-10     | Yauco - San Sebastián     | 1-3 | 19-25, 21-25, 25-18, 15-25        |

#### Classifica

##### Sección Metro
| Pos. | Squadra               | Pt | G  | V  | P  | SV | SP | Ratio | PF | PS | Ratio |
| ---- | --------------------- | -- | -- | -- | -- | -- | -- | ----- | -- | -- | ----- |
| 1.   | Mets de Guaynabo      | 45 | 20 | 15 | 5  |    |    |       |    |    |       |
| 2.   | Changos de Naranjito  | 37 | 20 | 12 | 8  |    |    |       |    |    |       |
| 3.   | Plataneros de Corozal | 31 | 20 | 11 | 9  |    |    |       |    |    |       |
| 4.   | Gigantes de Carolina  | 25 | 20 | 8  | 12 |    |    |       |    |    |       |

      Ai play-off scudetto.

##### Sección Isla
| Pos. | Squadra                  | Pt | G  | V  | P  | SV | SP | Ratio | PF | PS | Ratio |
| ---- | ------------------------ | -- | -- | -- | -- | -- | -- | ----- | -- | -- | ----- |
| 1.   | Caribes de San Sebastián | 51 | 20 | 17 | 3  |    |    |       |    |    |       |
| 2.   | Cafeteros de Yauco       | 34 | 20 | 12 | 8  |    |    |       |    |    |       |
| 3.   | Gigantes de Adjuntas     | 15 | 20 | 5  | 15 |    |    |       |    |    |       |
| 4.   | Indios de Mayagüez       | 2  | 20 | 0  | 20 |    |    |       |    |    |       |

      Ai play-off scudetto.

### Play-off scudetto
|  | Quarti di finale | Quarti di finale         | Quarti di finale | Quarti di finale     | Quarti di finale | Quarti di finale | Quarti di finale |                          |   | Semifinali | Semifinali | Semifinali | Semifinali | Semifinali | Semifinali | Semifinali | Semifinali | Semifinali |  |  | Finale | Finale | Finale | Finale | Finale | Finale | Finale | Finale | Finale |  |
|  |                  |                          |                  |                      |                  |                  |                  |                          |   |            |            |            |            |            |            |            |            |            |  |  |        |        |        |        |        |        |        |        |        |  |
|  | 1I               | Caribes de San Sebastián | 3                | 3                    | 3                |                  |                  |                          |   |            |            |            |            |            |            |            |            |            |  |  |        |        |        |        |        |        |        |        |        |  |
|  | 1I               | Caribes de San Sebastián | 3                | 3                    | 3                |                  |                  |                          |   |            |            |            |            |            |            |            |            |            |  |  |        |        |        |        |        |        |        |        |        |  |
|  | 4M               | Gigantes de Carolina     | 0                | 2                    | 0                |                  |                  |                          |   |            |            |            |            |            |            |            |            |            |  |  |        |        |        |        |        |        |        |        |        |  |
|  | 4M               | Gigantes de Carolina     | 0                | 2                    | 0                |                  | 1I               | Caribes de San Sebastián | 3 | 3          | 3          | 3          |            |            |            |            |            |            |  |  |        |        |        |        |        |        |        |        |        |  |
|  |                  |                          |                  |                      |                  |                  |                  | Caribes de San Sebastián | 3 | 3          | 3          | 3          |            |            |            |            |            |            |  |  |        |        |        |        |        |        |        |        |        |  |
|  |                  |                          | 2M               | Changos de Naranjito | 2                | 0                | 0                | 0                        |   |            |            |            |            |            |            |            |            |            |  |  |        |        |        |        |        |        |        |        |        |  |
|  | 2M               | Changos de Naranjito     | 2M               | Changos de Naranjito | 2                | 0                | 0                | 0                        | 3 | 3          | 3          |            |            |            |            |            |            |            |  |  |        |        |        |        |        |        |        |        |        |  |
|  | 2M               | Changos de Naranjito     |                  |                      |                  |                  |                  |                          |   |            |            |            |            |            |            |            |            |            |  |  |        |        |        |        |        |        |        |        |        |  |
|  | 3I               | Gigantes de Adjuntas     | 1                | 0                    | 1                |                  |                  |                          |   |            |            |            |            |            |            |            |            |            |  |  |        |        |        |        |        |        |        |        |        |  |
|  | 3I               | Gigantes de Adjuntas     | 1                | 0                    | 1                |                  | 1I               | Caribes de San Sebastián | 3 | 2          | 3          | 1          | 3          | 1          | 3          |            |            |            |  |  |        |        |        |        |        |        |        |        |        |  |
|  |                  |                          |                  |                      |                  |                  |                  |                          |   |            |            |            |            |            |            |            |            |            |  |  |        |        |        |        |        |        |        |        |        |  |
|  |                  |                          | 1M               | Mets de Guaynabo     | 1                | 3                | 0                | 3                        | 0 | 3          | 2          |            |            |            |            |            |            |            |  |  |        |        |        |        |        |        |        |        |        |  |
|  | 1M               | Mets de Guaynabo         | 1M               | Mets de Guaynabo     | 1                | 3                | 0                | 3                        | 0 | 3          | 2          | 3          | 3          | 3          |            |            |            |            |  |  |        |        |        |        |        |        |        |        |        |  |
|  | 1M               | Mets de Guaynabo         |                  |                      |                  |                  |                  |                          |   |            |            |            |            | 3          |            |            |            |            |  |  |        |        |        |        |        |        |        |        |        |  |
|  | 4I               | Indios de Mayagüez       | 1                | 2                    | 1                |                  |                  |                          |   |            |            |            |            |            |            |            |            |            |  |  |        |        |        |        |        |        |        |        |        |  |
|  | 4I               | Indios de Mayagüez       | 1                | 2                    | 1                |                  | 1M               | Mets de Guaynabo         | 3 | 2          | 3          | 2          | 3          | 3          |            |            |            |            |  |  |        |        |        |        |        |        |        |        |        |  |
|  |                  |                          |                  |                      |                  |                  |                  | Mets de Guaynabo         | 3 | 2          | 3          | 2          | 3          | 3          |            |            |            |            |  |  |        |        |        |        |        |        |        |        |        |  |
|  |                  |                          | 2I               | Cafeteros de Yauco   | 2                | 3                | 0                | 3                        | 1 | 1          |            |            |            |            |            |            |            |            |  |  |        |        |        |        |        |        |        |        |        |  |
|  | 2I               | Cafeteros de Yauco       | 2I               | Cafeteros de Yauco   | 2                | 3                | 0                | 3                        | 1 | 1          | 2          | 3          | 2          | 3          | 3          |            |            |            |  |  |        |        |        |        |        |        |        |        |        |  |
|  | 2I               | Cafeteros de Yauco       |                  |                      |                  |                  |                  |                          |   |            |            |            |            | 3          | 3          |            |            |            |  |  |        |        |        |        |        |        |        |        |        |  |
|  | 3M               | Plataneros de Corozal    | 3                | 1                    | 3                | 1                | 2                |                          |   |            |            |            |            |            |            |            |            |            |  |  |        |        |        |        |        |        |        |        |        |  |

#### Quarti di finale
| Gara 1 |                          |     |                                   |
|        |                          |     |                                   |
| 25-10  | San Sebastián - Carolina | 3-0 | 25-19, 25-20, 25-17               |
| 23-10  | Naranjito - Adjuntas     | 3-1 | 20-25, 25-23, 25-22, 25-13        |
| 23-10  | Guaynabo - Mayagüez      | 3-1 | 27-29, 25-20, 25-20, 25-12        |
| 24-10  | Yauco - Corozal          | 2-3 | 25-15, 23-25, 25-19, 23-25, 10-15 |

| Gara 2 |                          |     |                                   |
|        |                          |     |                                   |
| 27-10  | Carolina - San Sebastián | 2-3 | 19-25, 22-25, 25-22, 27-25, 10-15 |
| 25-10  | Adjuntas - Naranjito     | 0-3 | 19-25, 20-25, 23-25               |
| 25-10  | Mayagüez - Guaynabo      | 2-3 | 20-25, 25-23, 17-25, 25-21, 7-15  |
| 26-10  | Corozal - Yauco          | 1-3 | 25-22, 23-25, 15-25, 18-25        |

| Gara 3 |                          |     |                                   |
|        |                          |     |                                   |
| 29-10  | San Sebastián - Carolina | 3-0 | 25-14, 25-23, 25-22               |
| 27-10  | Naranjito - Adjuntas     | 3-1 | 21-25, 25-17, 25-14, 25-17        |
| 27-10  | Guaynabo - Mayagüez      | 3-1 | 27-25, 22-25, 25-19, 25-12        |
| 28-10  | Yauco - Corozal          | 2-3 | 20-25, 25-22, 23-25, 25-17, 19-21 |

| Gara 4 |                 |     |                            |
|        |                 |     |                            |
| 30-10  | Corozal - Yauco | 1-3 | 24-26, 25-16, 24-26, 24-26 |

| \| Gara 5 \| \| \| \| \| \| \| \| \| \| 01-11 \| Yauco - Corozal \| 3-2 \| 23-25, 25-23, 25-22, 20-25, 19-17 \| |                 |     |                                   |
| Gara 5 |                 |     |                                   |
| |                 |     |                                   |
| 01-11 | Yauco - Corozal | 3-2 | 23-25, 25-23, 25-22, 20-25, 19-17 |

#### Semifinali
| Gara 1 |                           |     |                                   |
|        |                           |     |                                   |
| 07-11  | San Sebastián - Naranjito | 3-2 | 25-20, 25-18, 17-25, 22-25, 15-12 |
| 06-11  | Guaynabo - Yauco          | 3-2 | 21-25, 20-25, 25-16, 25-20, 15-11 |

| Gara 2 |                           |     |                                   |
|        |                           |     |                                   |
| 09-11  | Naranjito - San Sebastián | 0-3 | 16-25, 22-25, 25-27               |
| 08-11  | Yauco - Guaynabo          | 3-2 | 28-30, 14-25, 25-17, 25-22, 15-13 |

| Gara 3 |                           |     |                     |
|        |                           |     |                     |
| 12-11  | San Sebastián - Naranjito | 3-0 | 25-23, 25-20, 25-21 |
| 10-11  | Guaynabo - Yauco          | 3-0 | 25-22, 25-15, 25-23 |

| Gara 4 |                           |     |                                  |
|        |                           |     |                                  |
| 14-11  | Naranjito - San Sebastián | 0-3 | 21-25, 25-27, 21-25              |
| 13-11  | Yauco - Guaynabo          | 3-2 | 18-25, 26-24, 18-25, 25-19, 15-8 |

| Gara 5 |                  |     |                            |
|        |                  |     |                            |
| 15-11  | Guaynabo - Yauco | 3-1 | 25-20, 19-25, 25-18, 25-13 |

| Gara 6 |                  |     |                            |
|        |                  |     |                            |
| 18-11  | Yauco - Guaynabo | 1-3 | 21-25, 14-25, 26-24, 19-25 |

#### Finale
| Gara 1 |                          |     |                            |
|        |                          |     |                            |
| 22-11  | San Sebastián - Guaynabo | 3-1 | 18-25, 25-19, 25-22, 25-19 |

| Gara 2 |                          |     |                                   |
|        |                          |     |                                   |
| 24-11  | Guaynabo - San Sebastián | 3-2 | 25-22, 20-25, 20-25, 28-26, 18-16 |

| Gara 3 |                          |     |                     |
|        |                          |     |                     |
| 27-11  | San Sebastián - Guaynabo | 3-0 | 25-17, 25-17, 25-20 |

| Gara 4 |                          |     |                            |
|        |                          |     |                            |
| 29-11  | Guaynabo - San Sebastián | 3-1 | 25-20, 25-16, 15-25, 25-20 |

| Gara 5 |                          |     |                     |
|        |                          |     |                     |
| 02-12  | San Sebastián - Guaynabo | 3-0 | 25-21, 25-17, 25-20 |

| Gara 6 |                          |     |                            |
|        |                          |     |                            |
| 04-12  | Guaynabo - San Sebastián | 3-1 | 22-25, 25-23, 25-21, 25-19 |

| \| Gara 7 \| \| \| \| \| \| \| \| \| \| 07-12 \| San Sebastián - Guaynabo \| 3-2 \| 25-22, 22-25, 25-23, 23-25, 15-13 \| |                          |     |                                   |
| Gara 7 |                          |     |                                   |
| |                          |     |                                   |
| 07-12 | San Sebastián - Guaynabo | 3-2 | 25-22, 22-25, 25-23, 23-25, 15-13 |

## Premi individuali
| Premio                   | Giocatore        | Squadra                  |
| ------------------------ | ---------------- | ------------------------ |
| MVP della Regular season | Spencer Olivier  | Plataneros de Corozal    |
| MVP delle finali         | Pablo Guzmán     | Caribes de San Sebastián |
| Miglior palleggiatore    | Kevin Rodríguez  | Mets de Guaynabo         |
| Miglior esordiente       | Gregory Torres   | Mets de Guaynabo         |
| Rising star              | William Rivera   | Gigantes de Adjuntas     |
| Miglior ritorno          | Gianluca Grasso  | Mets de Guaynabo         |
| Miglior allenatore       | Ramón Hernández  | Plataneros de Corozal    |
| Miglior presidente       | Eliud Ortiz      | Plataneros de Corozal    |
| All-Star Team            | Kevin Rodríguez  | Mets de Guaynabo         |
| All-Star Team            | Jalen Penrose    | Caribes de San Sebastián |
| All-Star Team            | Spencer Olivier  | Plataneros de Corozal    |
| All-Star Team            | Pelegrín Vargas  | Caribes de San Sebastián |
| All-Star Team            | Ismael Alomar    | Gigantes de Carolina     |
| All-Star Team            | Richard Diedrich | Gigantes de Adjuntas     |
| All-Star Team            | Luis Bertrán     | Gigantes de Carolina     |